# 프란시스코 푸냘
프란시스코 푸냘 마르티네스(스페인어: Francisco Puñal Martínez, 1975년 9월 6일 ~ )는 스페인의 은퇴한 축구 선수이며, 선수 시절 포지션은 미드필더이다. 데뷔 이후 임대 생활을 제외하면 오사수나에서만 선수 생활을 해왔으며 오랜 기간 주장을 역임하였다.

## 축구인 경력

### 선수 경력
1997년 6월 15일 에이바르와의 경기에서 데뷔전을 치렀으며 1999년 레가네스로 임대 이적하여 활약하기도 하였다. 임대에서 복귀한 후 주전으로 도약하였고 오사수나에서만 활약해 왔다. 2009년 팀의 주장으로 선임되었다.